# Canton de Bergues
Le canton de Bergues est une division administrative française, située dans le département du Nord et la région Nord-Pas-de-Calais.
Par le décret n°2014-167 du 17 février 2014, le canton de Bergues a disparu en 2015, les communes d'Armbouts-Cappel, Bergues, Bierne et Steene intègrent désormais le canton de Coudekerque-Branche, les autres communes rejoignant le canton de Wormhout.

## Composition
Le canton de Bergues regroupait les communes suivantes :
| Nom                 | Code Insee | Intercommunalité        | Population (dernière pop. légale) |
| ------------------- | ---------- | ----------------------- | --------------------------------- |
| Bergues (chef-lieu) | 59067      | CC des Hauts de Flandre | 3 871 (2014)                      |
| Armbouts-Cappel     | 59016      | CU de Dunkerque         | 2 360 (2014)                      |
| Bierne              | 59082      | CC des Hauts de Flandre | 1 790 (2014)                      |
| Bissezeele          | 59083      | CC des Hauts de Flandre | 238 (2014)                        |
| Crochte             | 59162      | CC des Hauts de Flandre | 679 (2014)                        |
| Eringhem            | 59200      | CC des Hauts de Flandre | 475 (2014)                        |
| Hoymille            | 59319      | CC des Hauts de Flandre | 3 247 (2014)                      |
| Pitgam              | 59463      | CC des Hauts de Flandre | 959 (2014)                        |
| Quaëdypre           | 59478      | CC des Hauts de Flandre | 1 111 (2014)                      |
| Socx                | 59570      | CC des Hauts de Flandre | 931 (2014)                        |
| Steene              | 59579      | CC des Hauts de Flandre | 1 321 (2014)                      |
| West-Cappel         | 59657      | CC des Hauts de Flandre | 562 (2014)                        |
| Wylder              | 59665      | CC des Hauts de Flandre | 309 (2014)                        |

## Représentation
| Date d'élection     | Identité                                     | Parti                  | Qualité                                                         |
| ------------------- | -------------------------------------------- | ---------------------- | --------------------------------------------------------------- |
| An VIII (1800)-1807 | Jean Winoc Loorius                           |                        | Administrateur du Nord en 1791.                                 |
| 1811-1817           | Bernard-Louis de Verquère,                   |                        | Conseiller d'Arrondissement de Dunkerque de 1806 à 1811.        |
| 1818-1830           | Pierre, François, Winocq de Hau de Staplande | Majorité ministérielle | Député du Nord de 1820 à 1823, Maire de Bergues de 1821 à 1830. |

| Date d'élection       | Identité                  | Parti                    | Qualité |  |
| --------------------- | ------------------------- | ------------------------ | --- |  |
| 1833-1852             | Louis de Hau de Staplande | Légitimiste              | Député du Nord de 1838 à 1851 puis de 1871 à 1876, Sénateur du Nord de 1876 à 1877, Conseiller général du Canton d'Hondschoote et du Canton de Wormhout de 1833 à 1848, Conseiller général pour le Canton de Bergues de 1848 à 1851, Maire de Bergues de 1848 à 1852,.                 |  |
| 1852-1880 (démission) | Louis Joos                | Monarchiste              | Négociant en vin, Député de la 2e circonscription de Dunkerque de 1876 à 1880, Maire de Bergues de 1862 à 1870. |  |
| 1880-1919             | Léon Claeys               | Républicain              | Brasseur, Vice-président du Conseil général de 1893 à 1896, Maire de Bergues de 1876 à 1877 puis de 1880 à 1912, Sénateur du Nord de 1888 à 1906. |  |
| 1919-1921 (décès)     | Emile Blanckaert          | Républicain Progressiste | Notaire, 1er adjoint au maire de Bergues |  |
| 1921-1930 (décès)     | Louis Sapelier            | Républicain Progressiste | Maire de Bergues de 1912 à 1930,. |  |
| 1930-1940             | Paul Wemaere              | URD                      | Agriculteur, Maire d'Armbouts-Cappel de 1929 à 1935, puis conseiller municipal Nommé conseiller départemental en 1943 |  |
|                       |                           |                          | |  |
| 1945-1979             | Henri Billiaert           | MRP puis CD              | Maire de Bergues de 1944 à 1953. |  |
| 1979-1985             | Pierre-Jean Leprêtre      | PS                       | Instituteur, maire de Bierne de 1977 à 1989. |  |
| 1985-1998             | Roger Drapié              | DVD Gaulliste            | Maire de Bergues de 1953 à 1995. |  |
| 1998-2004             | Claude Cornélis           | DVG puis PS              | Retraité Maire d'Armbouts-Cappel de 1989 à 2001. |  |
| 2004-2011             | Monique Denise            | PS                       | Professeur de Science de la nature, Adjointe au Maire de Dunkerque de 1989 à 1997, Vice-Présidente de la Communauté urbaine de Dunkerque de 1992 à 1997,, Conseillère régional du Nord-Pas-de-Calais de 1992 à 1998, Députée de la Quatorzième circonscription du Nord de 1997 à 2002. |  |
| 2011- 2015            | André Figoureux           | UMP                      | Agriculteur retraité Maire de West-Cappel depuis 1977, Président de la Communauté de communes du canton de Bergues de 2001 à 2013 Président de la Communauté de communes des Hauts de Flandre depuis 2014 .                                                                            |  |

### Conseillers d'arrondissement de 1833 à 1940
Le canton de Bergues avait deux conseillers d'arrondissement au XIXe siècle.
| Période | Période      | Identité                              | Étiquette            | Qualité |
| ------- | ------------ | ------------------------------------- | -------------------- | --- |
| 1833    | 1848         | Charles Louis Benoit Delaroière       |                      | Notaire à Bergues                                                                                           |
| 1833    | 1839         | Jean Benoit Minart-Minart (1797-1837) |                      | Propriétaire à Bergues                                                                                      |
| 1839    | 1848         | Floris François Zilof d'Obigny        |                      | Ancien officier de cavalerie, propriétaire à Bergues                                                        |
|         |              |                                       |                      | |
| 1880    |              | M. de Meesemaecker                    |                      | Propriétaire à Bergues                                                                                      |
|         |              |                                       |                      | |
|         | 1888 (décès) | Émile Léopold Beirnaert (1837-1888)   |                      | Malteur à Bergues                                                                                           |
|         |              |                                       |                      | |
| 1904    | 1910         | Arthur Carpentier (1835-1922)         | Républicain          | Négociant puis rentier, premier adjoint au maire de Bergues                                                 |
| 1910    | 1919         | Émile Blanckaert (1864-1921)          | Libéral              | Notaire, premier adjoint au maire de Bergues                                                                |
| 1919    | 1940         | Paul Meesemaecker                     | Entente républicaine | Brasseur à Bergues                                                                                          |
| 1940    |              |                                       |                      | Les conseils d'arrondissement ont été suspendus par la loi du 12 octobre 1940 et n'ont jamais été réactivés |

## Démographie
| 1962   | 1968   | 1975   | 1982   | 1990   | 1999   | 2006   | 2011   | 2012   |
| ------ | ------ | ------ | ------ | ------ | ------ | ------ | ------ | ------ |
| 11 849 | 11 852 | 13 842 | 16 907 | 17 744 | 17 873 | 17 539 | 17 868 | 17 887 |

### Pyramide des âges
Comparaison des pyramides des âges du Canton de Bergues et du département du Nord en 2006
| Hommes | Classe d’âge   | Femmes |
| ------ | -------------- | ------ |
| 0,1    | 90 ans et plus | 1      |
| 4,2    | 75 à 89 ans    | 7,1    |
| 11,3   | 60 à 74 ans    | 12,3   |
| 23,4   | 45 à 59 ans    | 22,6   |
| 21,8   | 30 à 44 ans    | 21,8   |
| 18,6   | 15 à 29 ans    | 15,8   |
| 20,6   | 0 à 14 ans     | 19,4   |

| Hommes | Classe d’âge   | Femmes |
| ------ | -------------- | ------ |
| 0,2    | 90 ans et plus | 0,8    |
| 4,3    | 75 à 89 ans    | 7,9    |
| 10,3   | 60 à 74 ans    | 11,9   |
| 19,7   | 45 à 59 ans    | 19,4   |
| 21,1   | 30 à 44 ans    | 20,1   |
| 22,6   | 15 à 29 ans    | 21     |
| 21,6   | 0 à 14 ans     | 19     |